# Jean Ier de Brabant
Pour les articles homonymes, voir Jean Ier.
Jean Ier de Brabant, dit le Victorieux, né à Louvain en 1253, mort à Bar-le-Duc le 3 mai 1294, est duc de Brabant de 1267 à 1294 et duc de Limbourg de 1288 à 1294. Il est le fils d'Henri III, duc de Brabant, et d'Adélaïde de Bourgogne.

## Biographie

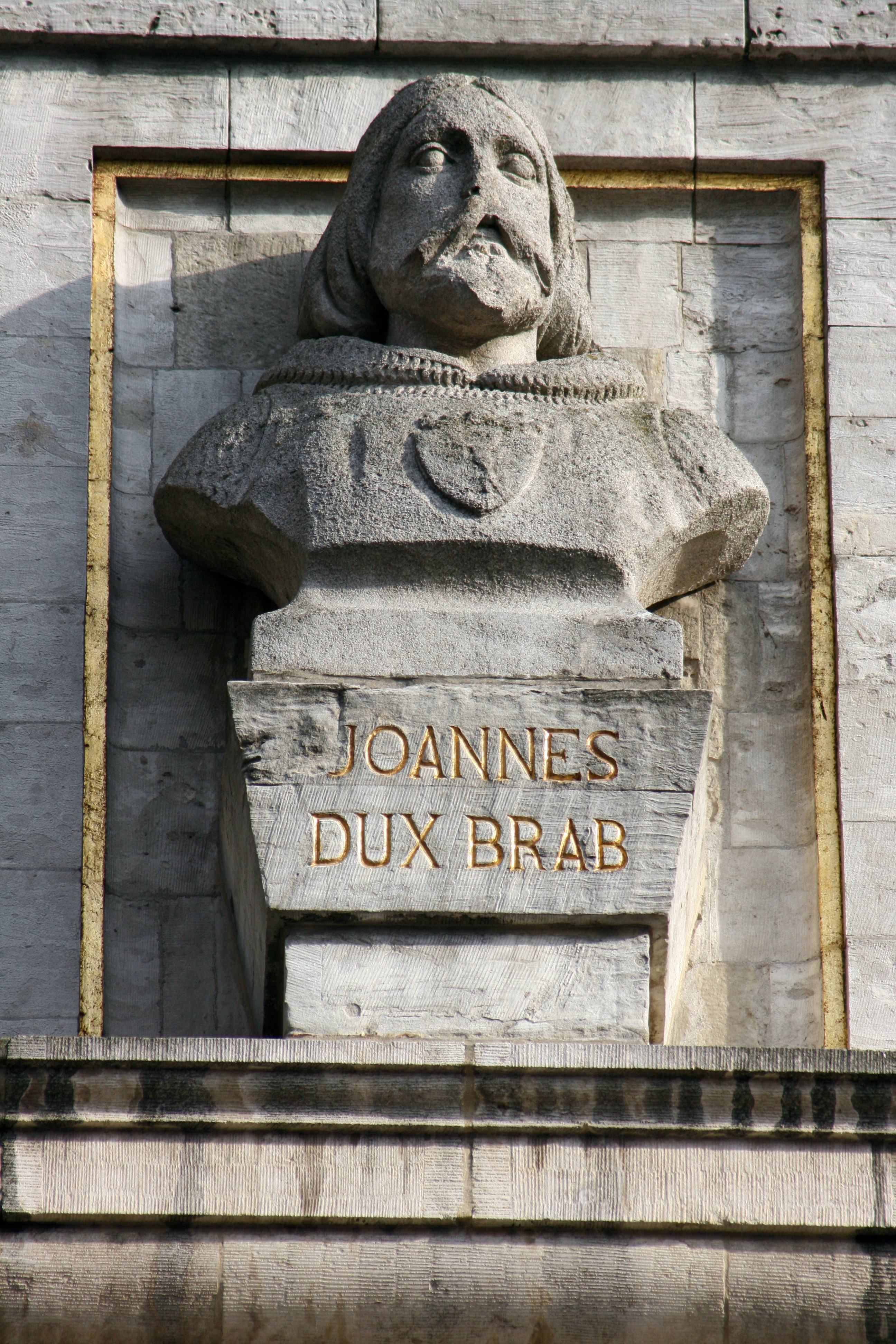
Jean Ier, duc de Brabant, Maison des Ducs de Brabant, Grand-Place de Bruxelles.

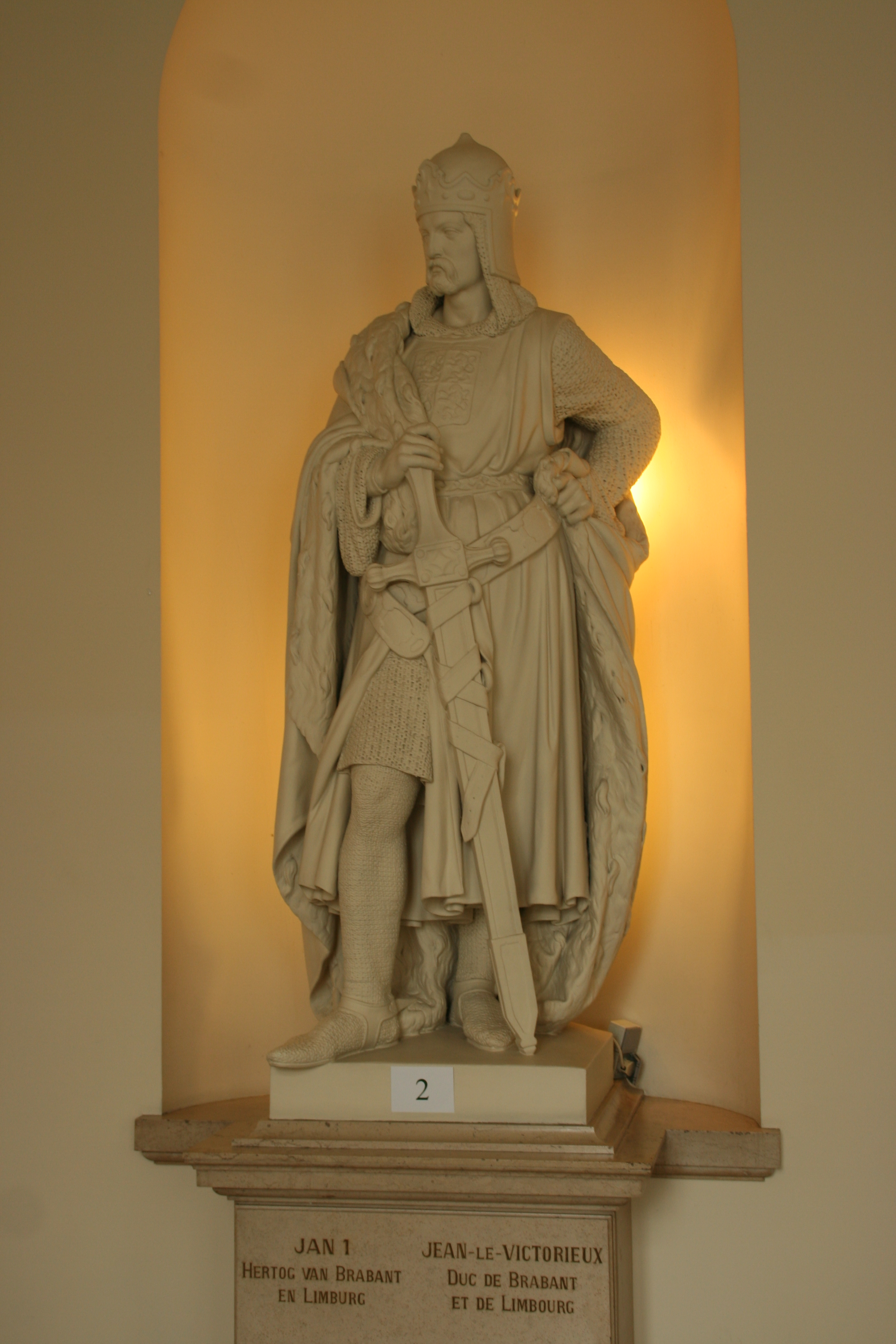
Sculpture de Jean le Victorieux, Duc de Brabant et de Limbourg. Palais de la Nation, Bruxelles.

Son frère aîné, Henri, de constitution chétive et de faible intelligence, renonce au duché en 1267 pour entrer dans les ordres et Jean lui succède. Il se rapproche du royaume de France en épousant Marguerite de France, fille de Saint-Louis mais celle-ci meurt en couches peu après. 
Les liens avec la France perdurent, car le nouveau roi Philippe III épouse en 1274 Marie, sœur de Jean Ier. En 1276, il se joint à l'armée de son beau-frère chargé de défendre les droits d'Alphonse de la Cerda contre Sanche IV de Castille, puis participe en 1285 à la Croisade d'Aragon. Il a aussi à lutter contre plusieurs de ses voisins.
En 1283, la duchesse Ermengarde de Limbourg meurt et l'empereur Rodolphe Ier de Habsbourg accorde le duché à titre viager au veuf, Renaud Ier de Gueldre. Mais son cousin au premier degré en ligne masculine, Adolphe V de Berg, revendique le duché. Ne pouvant faire valoir ses prétentions par les armes, il vend ses droits à Jean Ier de Brabant, qui entreprend de conquérir le duché de Limbourg. Il s'ensuit cinq ans de guerres, qui se terminent par la bataille de Worringen, où Jean bat Renaud de Gueldre et ses alliés. Renaud est obligé de renoncer au Limbourg le 15 octobre 1289.

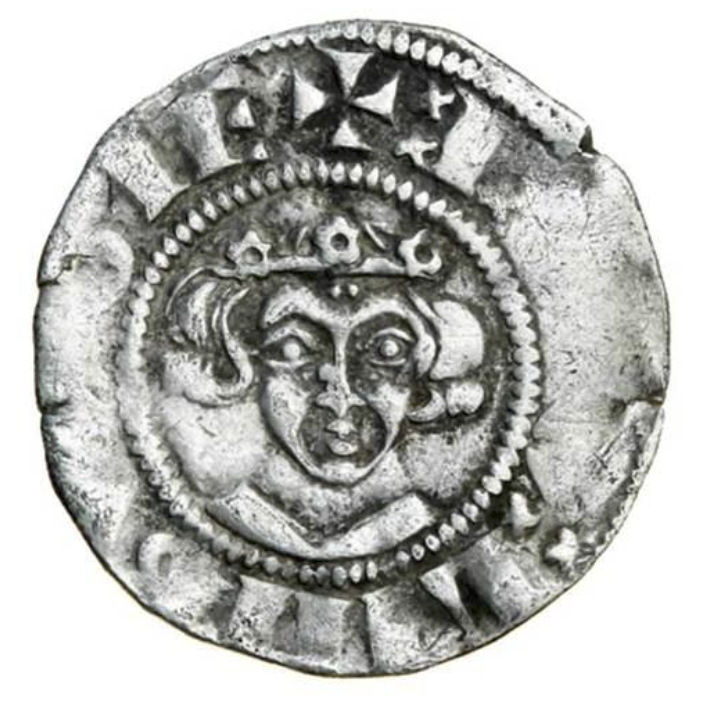
Effigie de Jean Ier sur une pièce d'argent. Frappé à Bruxelles ou à Louvain sous son règne.

Les années suivantes, il se rapproche de l'Angleterre, mariant son fils Jean II à une fille d'Édouard Ier. En 1294, il accompagne le comte de Bar Henri III qui venait d'épouser une fille d'Édouard Ier. On donne des grandes fêtes et un tournoi. Au cours d'une joute, Jean Ier est jeté à bas de son cheval, grièvement blessé au bras par la lance de son adversaire (Perrart de Bauffremont, l'un des chevaliers du tournoi de Chauvency). Il expire le soir même. Jean Ier est inhumé dans un mausolée au milieu du chœur de l'église des Franciscains à Bruxelles dont le site a été fouillé.
On connaît de lui neuf chansons transmises par le codex Manesse (où son nom apparaît comme Herzoge Johans von Brabant) et qui furent donc notées dans une langue se rapprochant encore le plus du haut allemand, bien qu'il ne soit pas exclu que les originaux aient été conçus en moyen néerlandais ou même dans une langue intermédiaire, entre le haut et le bas allemand. Le duc Jean a donc battu son prédécesseur Henri III, qui n'a produit que quatre chansons, en langue française.

## Mariages et descendance

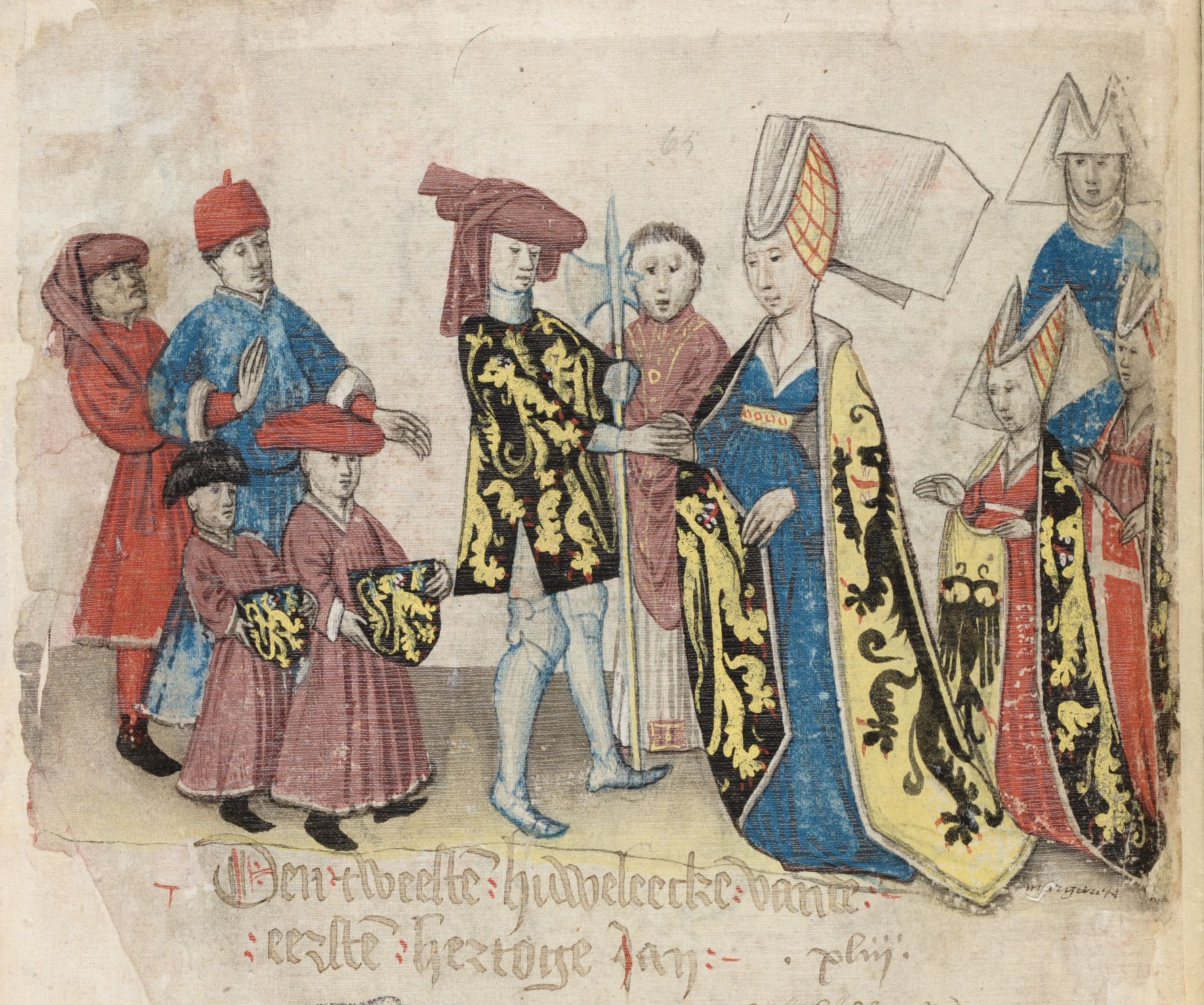
Mariage de Jean Ier de Brabant et de Marguerite de Flandre. Miniature de Jan van Boendale, Bibliothèque royale de Belgique.

Jean de Brabant épouse en premières noces en février 1269 Marguerite de France (1254 † 1271), fille de saint Louis, roi de France et de Marguerite de Provence, et a un fils, né et mort en septembre 1271. À l'occasion de ce mariage, un grand tournoi est donné à Cambrai par le roi le 27 mai 1269.
Veuf, il se remarie en 1273 avec Marguerite de Flandre (1251 † 1285), fille de Gui de Dampierre, comte de Flandre et de Mathilde de Béthune. De ce mariage, ils ont :
- Godefroy (1273 † ap.1283) ;
- Jean II (1275 † 1312), duc de Brabant et de Limbourg, marié à Margaret d'Angleterre[2] ;
- Marguerite (1276 † 1311), mariée en 1292 à Henri VII de Luxembourg (1274 † 1313), empereur germanique ;
- Marie (c.1278 † c.1340), mariée à Amédée V († 1323), comte de Savoie.

On lui connaît également des enfants naturels :
- Jean Meeuwe, seigneur de Wavre et de Dongelberg ;
- Marguerite, dite de Tervueren, qui épousa le 27 mars 1292 le chevalier Jean Ier de Lantwyck, seigneur de Horst ;
- Jean van der Plasch, Bâtard de Brabant, né d'Aleydis van der Plassche (ou de La Mare) en 1275 qui était serviteur dans le château. Il fut gouverneur de Den Bosch ;
- Marie Cortsbant, née vers 1270, mariée à Louis Uytter Limmingen, Bourgmestre de la ville de Louvain[4] ;
- Jan Pijlijser du nom de sa mère, Janneke Pijlijser (Hanneke), maîtresse de Jean Ier. Egalement appelé Hannequin, Hennequin Pylyser, né en 1272, il épouse Isabelle de Landas.

## Fratrie
- Henri IV (1251 † 1272), duc de Brabant.
- Godefroy († 1302), seigneur d'Aerschot.
- Marie de Brabant, épouse de Philippe III de France, roi de France, fils de Saint Louis.

## Cris d'armes
- Louvain au riche duc!
- Limbourg à celui qui l'a conquis!